# 三多軒
三多軒是一間在廣東省廣州市老城區的傳統文房四寶商號，由染色紙張的工匠黃其佩創于清咸豐年間（1825年），與北京榮寶齋和上海朵雲軒並稱中國三大文房名店。曾多次易址，家族後人恢復商號取名老三多軒，設鋪於文明路廣州第一工人文化宮內榕泉影院東側，2013年後搬遷到中山四路萬方書畫城二樓（文德路轉角回遷致美齋樓上）。

## 歷史
黃其佩初始只是染色紙張的工匠，後租用高第街211號三多軒熟藥店後座一個深10餘丈的店鋪，開辦染紙工廠。熟藥店老闆對將整個鋪位、貨物、傢俱和鋪底記權讓給黃其佩，取價白銀250兩。黃其佩接手後，除了繼續開辦工廠染紙外，還在鋪面改營色紙、色筆、宣紙、文具，並出租從上手頂受來的各鄉會景、神誕所用的畫榜和飄色儀仗器具。按當時的法例，凡新店主持有上手的鋪底登記證及轉讓證明，不改變店號，儘管改了行，業主也不能隨便逼遷加租。所以，黃其佩仍沿用三多軒的店號。

### 榮耀
“三多”，原指“多福、多壽、多丁”，後改意為歐陽修之“文有三多”——“做多、想多、商量多”。彼時無論軍政要人、殷商富戶，抑或文人墨客、書畫名家，如梁啟超、康有為、孫中山、宋慶齡、馬師曾等，均是三多軒的座上賓，而嶺南畫派、廣東國畫研究會等亦專取材於三多軒。 當時廣東最好個人五個頭牌裝裱師，全部在三多軒工作。1920年代初，黃金海曾參與創立廣東國畫研究會。南天王陳濟棠治粵時代，是三多軒的全盛時期。陳濟棠所用之壽屏、字畫，便多出黃金海之手，亦多送贈蔣介石與北方軍閥。高第街開馬路時，三多軒改建門面，時國民政府行政院院長譚延闓為三多軒書寫招牌。

### 變故
1938年中日戰爭期間總鋪受劫掠，香港分鋪隨後在日軍轟炸中被破壞。光復後到1949年仍未恢復元氣。後由第三代店主黃金海補充資金，擴大經營品種，才扭虧為盈。1956年全行業公私合營，三多軒失去原文房經營特色，黃家後人盡數退出。1958年，因高第路交通不便，遷往北京路。文革期間，曾被迫先後改名新文化、文鋒，1979年，恢復名稱為三多軒文房用品商店。

## 品牌傳承
公私合營後的三多軒1998年由北京路搬遷到文德路83號，但是後來因經營不善，於2000年就破產。2002年黃金海之孫黃錦琪向商標局申請並獲准註冊三多軒商標，在市一宮內經營正牌三多軒（現址中山四路萬方書畫城二樓），為示正宗取名老三多軒，現有印泥由黃家人在廣州親自磨制。高第街56號至64號，曾是當年三多軒舊址，幾經起落浮沉，只剩下高第街宜安里的黃家故宅，黃錦琪現仍居此地。老舖易址幾次，依然吸引到不少外國遊客來參觀。